# Fernanda Moneta
Fernanda Moneta (...) è una regista, sceneggiatrice e giornalista italiana.

## Biografia
Piuttosto riservata e tendente a stare fuori dagli schemi consueti.
Con il suo secondo cortometraggio La donna Luna in Azzurro ha vinto il Gabbiano d'Argento al Festival Anteprima per il Cinema Italiano di Bellaria (Bellaria Film Festival) nel 1986 (Diretto da Morando Morandini ed Enrico Ghezzi), un Menzione Speciale al Salso Film & TV Festival del 1987 (la giuria era composta da Enrico Ghezzi, Vittorio Sgarbi, Antonio Minasi, Franco Cordelli, Silvano Agosti) e, selezionata ufficialmente dalla Cineteca di Bologna, ha rappresentato l'Italia, per la sezione cinema e video, alla B'Biennale dei Giovani artisti dell'Area Mediterranea, a Salonicco (Grecia) nel 1987.
Nel 1977 ha ideato e condotto la trasmissione radiofonica La Librellula trasmettendo da una delle prime radio libere piemontesi, Radio Chivasso 94 (Castagneto Po). Oltre a trattare di cultura, la trasmissione aveva lo scopo di avvicinare l'arte, la lirica ed il teatro, alle classi popolari. Si spiegava quanto costavano e come fare ad acquistare i biglietti, come vestirsi, come e quando recarsi sul posto:  informazioni che in quegli anni non erano accessibili a tutti. Inoltre, venivano recensiti i programmi televisivi più popolari. Fernanda Moneta ha scoperto lo scrittore Andrea De Marchi che dal 1978 la affianca nella conduzione e che nel 1996 pubblicherà il romanzo Sandrino e il canto celestiale di Robert Plant.
Dal 1989 ha fondato Magnifica, l'unica casa di distribuzione per il cinema indipendente internazionale con sede in Piemonte (ad Ivrea), con cui ha contribuito a far conoscere opere di autori dello Yallasheong sudcoreano, del sud della Francia e delle province italiane, portando anche in Rai, a Schegge ed altre trasmissioni della notte, opere che altrimenti sarebbero state relegate ai festival.
Regista, videoartista e artista multimediale, ha realizzato una serie di cortometraggi in animazione 2D in tecnica mista tra digitale e analogico già nel 1987, quando non esisteva software dedicato all'animazione se non su piattaforma Amiga, oggi fuori commercio. Il più noto è Ubu Cocu: Paralipomenes, prodotto da Le Mongol Fier (Nizza, Francia) con musiche di Luigi Russolo eseguite dalla "Fondazione Russolo Pratella" di Varese con intonarumori originali, con la collaborazione dell'artista Fluxus Jean Mas (Ecole de Nice). Il cortometraggio è stato presentato al Festival Nazionale dell'Unità di Firenze.
Ha diretto le campagne 1992 e 1993 per il Ministero per i Beni Culturali e Ambientali in animazione 3D.
Il suo racconto per film Latte Dolce è stato finalista del Premio Solinas per sceneggiature nel 2000 ed è stato selezionato per il primo numero della rivista Plot. Affabula Readings diretta da Alberto Barbera.
La sua sceneggiatura "The Dora", ispirata alla vita e alle opere della pioniera della regia italiana Elvira Notari, è stata insignita del riconoscimento europeo Source Due.
Dopo aver viaggiato per anni nell'est del mondo, è stata la prima a scrivere in Italia, già dalla fine degli anni 80, della cinematografia coreana, dalle pagine del quotidiano il Manifesto e della rivista Filmcritica. In seguito, firma le voci "Corea del Sud" e "Corea del Nord" per la Treccani Cinema, ed.Istituto dell'Enciclopedia Italiana Treccani. 
Nel 1992/93 ha tenuto per l'Accademia di Belle Arti di Sassari (diretta da Michele Mancini) il primo corso al mondo di Realtà Virtuale e Nuove Tecnologie applicate all'Arte, sponsorizzato dalla W Industries (Sede di Milano).
Attualmente è la Titolare della Cattedra di Regia dell'Accademia di Belle Arti di Roma, dove ha fatto parte del Consiglio Accademico per due diversi mandati.
Dal 2000 affronta in ambito accademico, una ricerca sperimentale sulle tecniche e gli effetti della regia in produzione condivisa. 
Nel 2007, l'opera in produzione condivisa "La Mattina la gente Lavora", realizzata dai suoi allievi dell'Accademia di Belle Arti di Roma e di cui è direttore artistico, è finalista al Premio nazionale delle Arti (Miur).
Ordinario in Regia, presso l’Accademia di Belle Arti di Roma ha ideato e dirige il Corso di Diploma Triennale e Biennale in Teorie e Tecniche dell’Audiovisivo, ove rende la Regia cinematografica e audiovisiva materia di indirizzo al pari delle più tradizionali Pittura, Scultura o Decorazione. La prima laureata del Corso, con una Tesi in Regia, è stata Korinne Cammarano, nella crew che ha vinto il Premio Oscar per gli Effetti Speciali del film Il libro della giungla. Ma la lista degli exallievi ed exallieve che hanno raggiunto il successo è davvero lunga.
Ultimamente si interessa anche di fashion film. 
Attualmente Fernanda Moneta scrive anche per la webmagazine Artapartofcult(ure).
Il suo canale YouTube è Fernanda Moneta presenta. Inoltre è degno di nota anche il suo profilo Instagram dove pubblica quotidianamente lavori sperimentali rimanendo sempre attiva soprattutto nel campo artistico e dell'istruzione.